# 宝泉坊温泉
宝泉坊温泉（ほうせんぼうおんせん）は、愛媛県西予市城川町にある温泉。

## 泉質
- アルカリ性単純冷鉱泉
  - 泉温　17.3℃

## 温泉地
西予市街地から30キロ離れた山間部に温泉地が位置する。温泉名称の由来となった僧侶が開いたとされる宝泉坊（寺院）は、近くに存在する。
日帰り温泉施設「クアテルメ宝泉坊」と宿泊施設「宝泉坊ロッジ」が隣接して、存在する。「クアテルメ宝泉坊」には十数種類のプールや露天風呂、大浴場を備えている。
「宝泉坊ロッジ」はB&B方式となっている。

## 歴史
開湯は天正年間（1573年〜1591年）。傷を負った一人の法師がこの地に逃れ湧き出る冷泉で傷を癒したと伝えられ、その冷泉で法師で人々を救ったと言われている。
村人は法師のことを「宝泉のお坊さん」と呼ぶようになり、温泉名称の由来となった。しかし、温泉施設が開業したのは昭和に入ってからである。
- 1985年（昭和60年）8月 - 宝泉坊温泉（農村環境改善センターたかがわ、クアテルメ宝泉坊の前身）開業。
- 1987年（昭和62年）7月　- 「宝泉坊ロッジ」開業[1]。

## アクセス
鉄道
- JR予讃線・卯之町駅から宇和島バスで60分。野村営業所で乗り換え、バス停「宝泉坊温泉」下車。

自動車
- 松山自動車道大洲ICより国道197号を日吉方面へ50分。
- 松山自動車道内子五十崎ICより県道229号経由、国道197号を日吉方面へ車で50分。